# 강연숙
강연숙(1951년 7월 23일 ~ )는 대한민국의 성우이다. 1971년 KBS에 입사했으며, 현재는 KBS 13기이다. 한국방송 성우극회 소속.

## 주요 출연작품

### 애니메이션
- 개구리 왕눈이 (SBS)
- 무지개 요정 큐티하니 (SBS)
- 마법기사 레이어스 (VIDEO) - 에메로드 공주
- 신세기 에반게리온 (VIDEO)
- 요술공주 밍키 (KBS) - 코코
- 울트라 탐험대 (SBS)
- 은비 까비의 옛날 옛적에 (KBS)

### 영화
- 글로리아 (SBS)
- 나 홀로 집에 (SBS) - 레슬리 (테리 스넬)
- 난파선 (KBS) - 하콘의 엄마(에바 폰 한노)
- 내 사랑 루시 (KBS)
- 다운 투 유 (SBS)
- 도브 (SBS)
- 동굴 속의 비밀 (SBS)
- 레옹 (SBS) - 고아원 원장(베티 밀러)
- 레인 피플 (KBS) - 나탈리의 엄마(샐리 그레이시)
- 리플리컨트 (SBS)
- 마빈스 룸 (KBS) - 샬롯 박사 (마고 마틴데일)
- 마이티 (SBS)
- 마지막 보이스카웃 (SBS) - 백인 꼬마(조 엘 레이디)
- 마틴 기어의 귀향 (SBS) - 베르트랑드의 어머니(로즈 티에리)
- 매트릭스 2: 리로디드 (SBS) - 틸란트 (프랭키 스티븐스)
  - 매트릭스 3: 레볼루션 (SBS) - 틸란트 (프랭키 스티븐스)
- 맨 인 블랙 (SBS) - 이르마 에들슨(노마 진 그로)
- 맬리스 (SBS)
- 메달리온 (SBS) - 전문가(모나 린)
- 미스언더스탠드 (SBS) - 데이빗의 어머니(수잔 버티쉬)
- 미스틱 리버 (SBS) - 동네 할머니(수잔 윌리스)
- 바람과 함께 사라지다 (SBS)
- 방세옥 2 (SBS) - 이국번의 약혼녀(친양)
- 분노의 목격자 (SBS)
- 브랜단 & 트루디 (KBS)
- 비련의 연인 (KBS)
- 빅 마마 하우스 (SBS) - 세이디 (필리스 애플게이트)
- 사랑의 굴레 (SBS)
- 사랑할 때 버려야 할 아까운 것들 (SBS) - 간호사(로나 스콧)
- 사소한 이야기들 (KBS) - 글래디스
- 새 (KBS)
- 새벽의 비밀 (KBS)
- 세상에서 가장 슬픈 유혹 (SBS)
- 셰익스피어 인 러브 (KBS) - 비올라의 어머니(질 베이커)
- 속 48시간 (SBS)
- 아수라(SBS) - 외국인
- 아마게돈 (SBS) - 도티 (그레이스 자브리스키)
- 애딕티드 러브 (SBS)
- 애스터로이드 (SBS)
- 에쥬케이터 (SBS)
- 엠마 (KBS)
- 올리버 트위스트 (SBS) - 소어베리 부인 (질리언 해나)
- 잔혹한 음모 (SBS)
- 정고전가 (KBS) - 문걸의 아버지의 여친(진만나) / 호진의 엄마(모순균) / 의뢰인(여모련)
- 좋은 친구들 (KBS) - 헨리의 어머니 (일레인 카건)
- 주어러 (KBS)
- 줄리엣을 위하여 (KBS)
- 칠판 (KBS)
- 컨스피러시 (SBS)
- 코쿤 (SBS) - 앨마 핀리 (제시카 탠디)
- 크로우 (SBS) - 달라 (안나 르바인)
- 투 터프 가이즈 (SBS) - 르메 (마리올라 퓨엔테스)
- 투게더 (KBS) - 연탄 갖고 싸운 옆집 아줌마
- 트론 (KBS)
- 파라다이스 로드 (KBS)
- 파리의 고갱 (KBS)
- 팜므 파탈 (SBS) - 왓츠의 변호사(피오나 커즌)
- 프리 머니 (KBS)
- 12 몽키즈 (SBS)

### 외화
- 말괄량이 마법학교 - 캠퍼스 대소동 (SBS) - 썬더 블래스트
- 블라인드 저스티스 (KBS) - 샘의 엄마(낸시 리네한 찰스, 7화) / 턱스혼 부인(조던 바커, 9화)
- 천사들의 합창 (KBS)
- 히어로즈 (SBS) - 버지니아 그레이 (엘런 그린)

### 방송
- 아라비안 나이트 (KBS) - 왕비